# Phyllachora medellinensis
Phyllachora medellinensis är en svampart som först beskrevs av Chardón, och fick sitt nu gällande namn av Franz Petrak 1940. Phyllachora medellinensis ingår i släktet Phyllachora och familjen Phyllachoraceae.   Inga underarter finns listade i Catalogue of Life.